# Vega (coet)
Vega és un coet de llançament desenvolupat conjuntament per 	l'Agència Espacial Italiana (ASI) i l'Agència Espacial Europea (ESA). El seu desenvolupament va començar el 1998 i el primer llançament va ser el 2012 des del port espacial de Kourou. Ha estat dissenyat per llançar petites càrregues:  satèl·lits de 300 a 2.000 kg per a missions científiques i d'observació de la Terra en òrbites baixes i polars.
Té el seu origen en el programa italià Vega (Vettore Europeo di Generazione Avanzata) d'inicis dels 90 que buscava substituir els coets Scout usats per l'Agència Espacial Italiana. El programa Vega va ser aprovat per la Junta del Programa Ariane de l'ESA del 27-28 de novembre de 2000.
Itàlia és el contribuent més gran al programa amb un 65%. Altres participants són França (15%), Espanya (6%), Bèlgica (5,63%), Holanda (2,75-3,5%), Països Baixos (5,63%), Suïssa (1,34%) i Suècia (0,8%). La principal empresa contractista és ELV SpA, companyia creada i participada per l'empresa Avio SpA i l'Agència Espacial Italiana.

## Propulsió
El llançador té tres trams de combustible sòlid, el primer tram P80, el segon tram Zefiro23, el tercer tram Zefiro9, i un mòdul superior de combustible líquid anomenat AVUM (Attitude and  Vernier Upper Module). La tecnologia desenvolupada per al programa P80 s'usarà també en futurs desenvolupaments del  coet Ariane. Bèlgica, França, Itàlia i els Països Baixos també participen en el programa P80.

### P80
El primer tram de propulsió és el coet de combustible sòlid P80, introduint tecnologies de baix cost que poden ser reutilitzades per a futures versions de l'Ariane-5. L'agència espacial francesa (CNES) és la principal responsable en el desenvolupament d'aquest motor.
Aquestes tecnologies consisteixen principalment en:
- Cautxú de baixa densitat per a l'aïllament intern
- Alt contingut d'alumini pel propel·lent (HTPB 1912)
- Arquitectura simplificada de l'injector usant carbó fenol de baix pes i cost
- Coberta de l'ignitor consumible
- Control del vector de turbina electromecànica usant bateries de ió liti

| Primer tram                   | P80      |
| ----------------------------- | -------- |
| Altura                        | 12 m     |
| Diàmetre                      | 3 m      |
| Massa del propel·lent         | 88 tones |
| Empenyiment                   | 3.040 kN |
| Radi d'expansió de l'injector | 16       |
| Temps de combustió            | 107 s    |

### Zefiro 23
El Zefiro 23 és un derivat del Zefiro 16 iniciat per Fiat-Avio (ara Avio SpA), i està compost per:
- EPDM de baixa densitat per aïllament intern
- Propel·lent HTPB 1912
- Injector basat en tecnologia de juntes flexibles
- IGNITOR consumible
- Control del vector de turbina electromecànica

| Segon tram                    | Zefiro 23  |
| ----------------------------- | ---------- |
| Altura                        | 7,5 m      |
| Diàmetre                      | 1,9 m      |
| Massa del propel·lent         | 23,9 tones |
| Empenyiment                   | 1.200 kN   |
| Radi d'expansió de l'injector | 25         |
| Temps de combustió            | 71,6 s     |

### Zefiro 9
Aquest compost, pràcticament igual al Zefiro 23, té les següents característiques i dimensions:
| Tercer tram                   | Zefiro 9   |
| ----------------------------- | ---------- |
| Altura                        | 3,17 m     |
| Diàmetre                      | 1,92 m     |
| Massa del propel·lent         | 10,1 tones |
| Empenyiment                   | 305 kN     |
| Radi d'expansió de l'injector | 56         |
| Temps de combustió            | 117 s      |

Aquest tram va ser provat amb èxit per primera vegada el desembre de 2005. El 28 d'abril de 2009 va tenir lloc la segona encesa de prova d'aquest tram, també reeixida, certificant finalment que el tram està preparat per al seu ús en vol real.

### AVUM
La propulsió d'aquest mòdul es compon d'un motor principal alimentat amb bi-propel·lent i amb capacitat de reignició i d'un sistema de control d'actitud basat en dos clústers de tres impulsors. Cada un d'aquests clústers té una empenyiment de 50N.
| Quart tram            | AVUM                   |
| --------------------- | ---------------------- |
| Altura                | 2,04 m                 |
| Diàmetre              | 2,18 m                 |
| Massa del propel·lent | 367 kN₂O₄ / 183kg UDMH |
| Empenyiment           | 2,45 kN                |
| Temps de combustió    | 667 s                  |

## Especificacions
Taula comparativa d'especificacions amb altres coets presents i passats:
| Especificacions                     | Vega          | Ariane 1 (retirat) | Rókot                     | Dnepr-1                  | Taurus | ISRO PSLV             |
| ----------------------------------- | ------------- | ------------------ | ------------------------- | ------------------------ | ------ | --------------------- |
| Massa a l'enlairament               | 136 t         | 210 t              | 107 t                     | 211 t                    | 73 t   | 294 t                 |
| Altura                              | 30 m          | 47,40 m            | 29,15 m                   | 34,3 m                   | 27,9 m | 44,0 m                |
| Diàmetre                            | 3 m           | 3,80 m             | 2,50 m                    | 3 m                      | 2,35 m | 2,8 m                 |
| Càrrega útil a òrbita heliosíncrona | 0,3 t – 2.5 t |                    |                           |                          |        | 1,6 t                 |
| Càrrega útil a LEO                  | 1,5 t – 2 t   |                    | 1,95 t (LEO, 200 km, 63°) | 4,5 t (LEO, 200 km, 66°) | 1,35 t | 3,5 t                 |
| Càrrega útil a òrbita polar         | 1,5 t         |                    |                           | 1.200 kg 600 km, 98°     |        | 1,75 t (1.41 t a GTO) |
| Ràtio d'èxit                        | 2 de 2        | 9 de 11            | 16 de 18                  | 16 de 17                 | 6 de 9 | 19 de 21              |

## Missió
La missió típica d'un coet Vega té tres fases: ascens, transferència i desorbitació.

### Ascens dels tres primers trams
El perfil de vol s'optimitza per a cada missió i es basa en els següents esdeveniments:
1. Vol del primer tram amb l'ascens vertical inicial.
2. Vol del segon tram.
3. Vol del tercer tram, separació i inserció en la trajectòria suborbital.

### Perfil de vol AVUM
Després de la separació del tercer tram, ja en trajectòria suborbital, entra en acció AVUM per transferir la càrrega a l'òrbita requerida, realitzant els canvis de pla i increment d'òrbita.
Primerament AVUM s'impulsa fins a arribar a l'òrbita el·líptica intermèdia. Aquesta òrbita coincideix en el seu apogeu amb l'òrbita final. Amb un segon impuls AVUM se situa en l'òrbita circular requerida.

### Maniobres de disposició orbital
Després de la separació final de AVUM de la càrrega i després d'un temps per es produeixi una separació suficient de seguretat, el AVUM realitza les maniobres de disposició orbital o desorbitació. Per això es fa ús d'una ignició addicional del motor principal.